# Roman Wilkosz
Roman Wilkosz (ur. 13 marca 1895 w Krakowie, zm. 26 kwietnia 1967 w Kalwarii Zebrzydowskiej) – polski malarz, projektant, nauczyciel i pedagog. Żołnierz wojsk austriackich i Legionów Polskich, walczył w I wojnie światowej i wojnie polsko-bolszewickiej.

## Życiorys
Roman Wilkosz urodził się w 13 marca 1895 roku, w rodzinie robotniczej. W latach 1908–1912 uczęszczał do Krajowej Szkoły Rzemiosł w Drohowyżu (w której w latach 1913–1914 był instruktorem). Po ukończeniu KSR pracował jako robotnik w krakowskiej fabryce mebli. Po wybuchu I wojny światowej został powołany do wojska austriackiego. Służył następnie w Legionach Polskich i uczestniczył w wojnie polsko–bolszewickiej. Wojsko opuścił w 1927 roku.
W 1929 roku ukończył Państwową Szkołę Przemysłu Artystycznego oraz Szkołę Specjalistyczną Architektury Wnętrz. Od 1 września 1930 roku pracował w Kalwarii Zebrzydowskiej jako nauczyciel Państwowej Szkoły Stolarskiej. W 1938 roku ukończył Akademię Sztuk Pięknych w Krakowie, jako student rysunku prof. Władysława Jarockiego oraz malarstwa prof. Teodora Axentowicza i prof. Wojciecha Weissa.
W okresie okupacji pracował jako nauczyciel i kierownik Szkoły Zawodowej Dokształcającej w Kalwarii. Po wojnie, od 10 lutego 1945 roku do śmierci w 1967 roku pełnił funkcję dyrektora szkoły, był inicjatorem jej rozbudowy. Dzięki niemu w 1963 roku placówka otrzymała nowy budynek, który jest wykorzystywany do dziś.
Od 1950 roku był członkiem nadzwyczajnym Związku Polskich Artystów Plastyków w Krakowie. Jego prace były wystawianie między innymi w Warszawie, Krakowie, Kalwarii i Wadowicach. Zmarł 26 kwietnia 1967 roku i został pochowany na cmentarzu w Kalwarii Zebrzydowskiej.